# خرطوم (أنبوب)

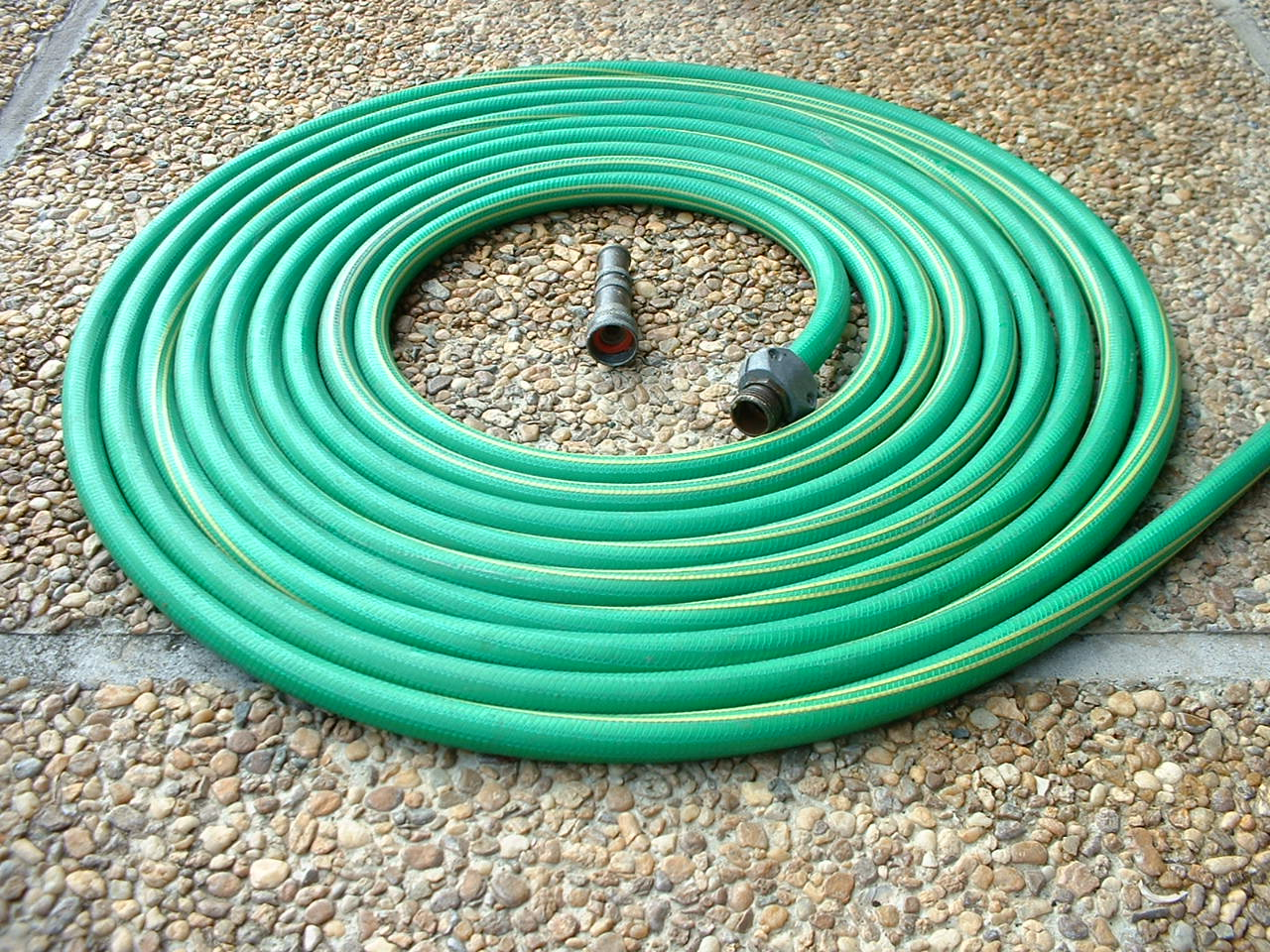
خرطوم ري للبستنة.

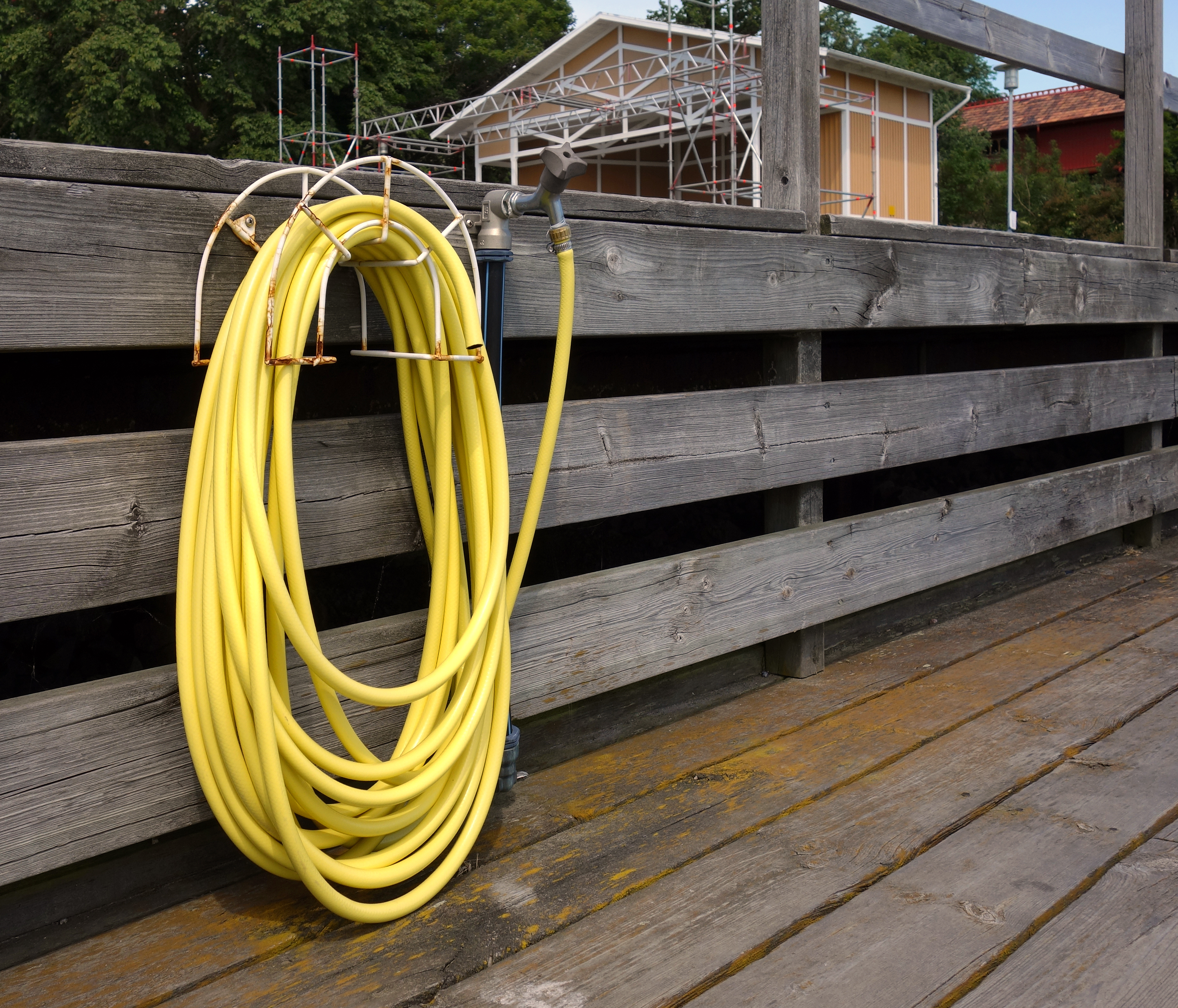
خرطوم مياه أصفر اللون.

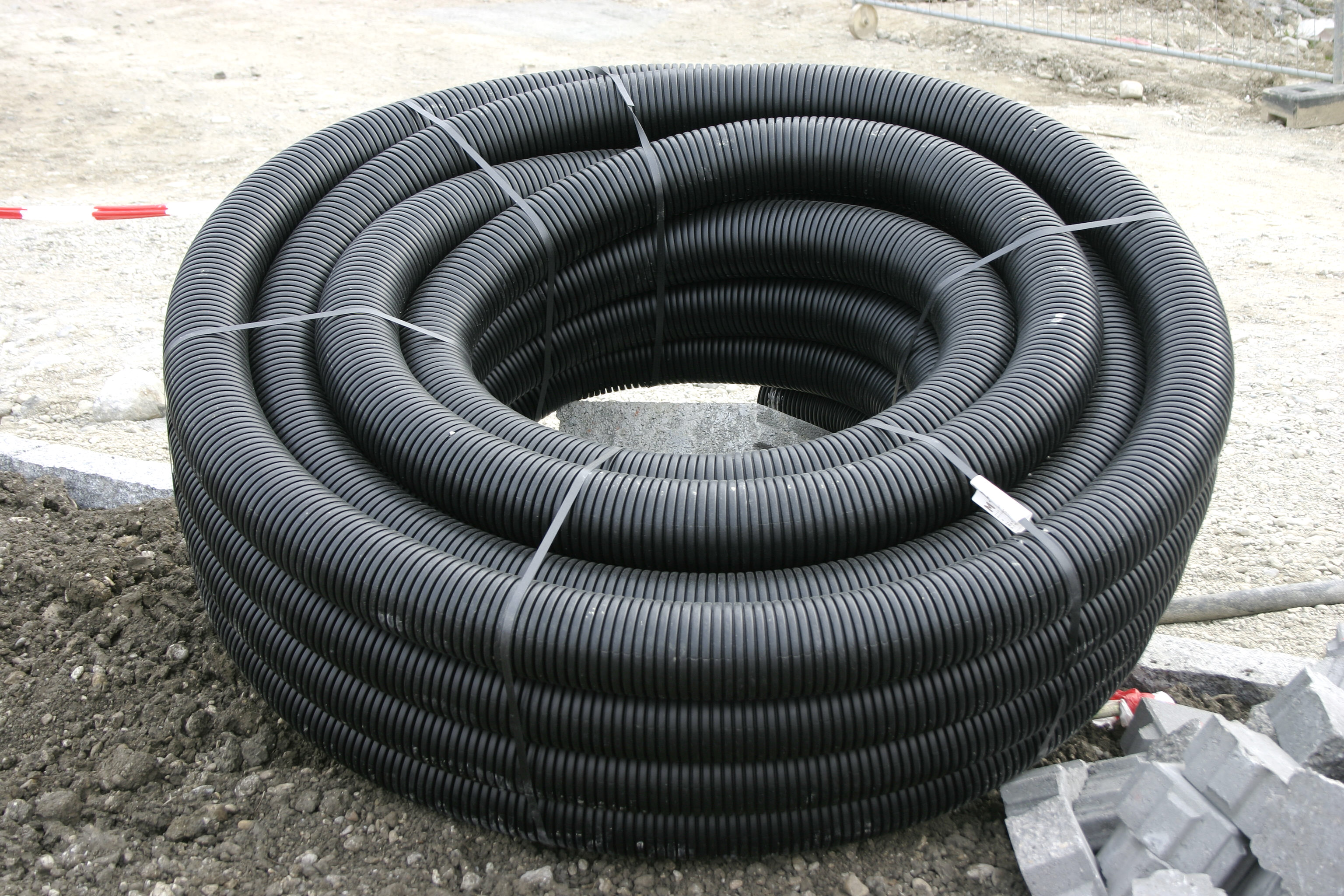
خرطوم يستخدم في أعمال الكهرباء.

الخرطوم (الجمع: خَرَاطِيم) هو أنبوب مجوف مرن، صمم لنقل موائع والغازات من مكان لآخر، وذالك بفعل الضغط الناتج من فوهة بداية الخرطوم بتجاه فوهة النهاية. وتأخذ غالبًا شكل أسطوانة طويلة مرنة.
تراعى في تصميمها عوامل عدة تجمع بين إمكانية التطبيق والفعالية. منها الحجم وأقصى الضغط والوزن والطول وما إذا كانت ستُلف في وشيعة والتوافقية الكيميائية [الإنجليزية] مع المحيط أو المنقول.

وبناء على تلك الحسابات والموازنات المادية، تُصنع الخراطيم من مواد مختلفة. أكثرها استعمالا من اللدائن ومشتقاتها: (النايلون ومتعدد اليوريثان كلوريد متعدد الفاينيل) والمطاط الطبيعي والمطاط الصناعي، حسب المحيط والضغط. كما يُمكن الآن صناعة الخراطيم من بعض أنواع متعد الإثيلين (منخفض الكثافة).

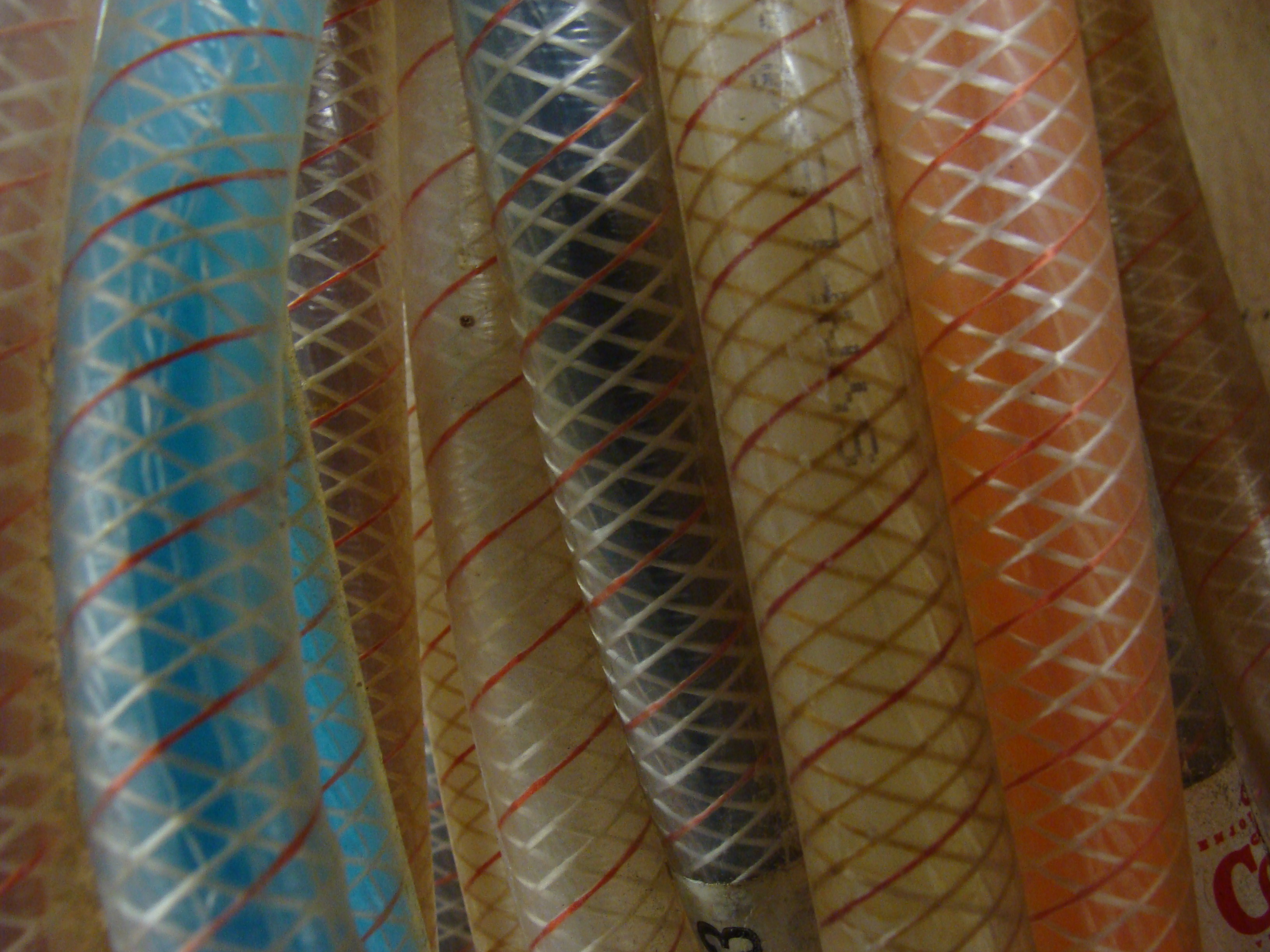
خراطيم مدعمة بأسلاك معدنية.

لتحقيق مقاومة ضغط أفضل تقوى الخراطيم بالألياف أو بأسلاك المعدنية، وغالبًا ما تكون مصنوعة من الحديد الصلب، حيث يتم إدخال الأسلاك المعدنية في صناعة الخراطيم ويتم إدخالها في المادة المستخدمة في صناعة الخراطيم، حيث تعزز الخراطيم بأشكال شبية بالحلقات المحيطية أو الحلزونية، للحفاظ على هذه الهياكل المموجة  لتقاوم الضغط الداخلي.